# Distrikt Rupa-Rupa
Der Distrikt Rupa-Rupa liegt in der Provinz Leoncio Prado in der Region Huánuco in Zentral-Peru. Der Distrikt wurde am 27. Mai 1952 gegründet.
Der Distrikt Rupa-Rupa besitzt eine Fläche von 264 km². Beim Zensus 2017 wurden 55.338 Einwohner gezählt. Verwaltungssitz des Distriktes ist die auf einer Höhe von 649 m am rechten Flussufer des Río Huallaga gelegene Provinzhauptstadt Tingo María mit 48.098 Einwohnern (Stand 2017).

## Geographische Lage
Der Distrikt liegt zentral in der Provinz Leoncio Prado. Er umfasst die am rechten Flussufer gelegene Stadt Tingo María sowie das Gebiet nördlich des Unterlaufs des Río Monzón.
Der Distrikt Rupa-Rupa grenzt im Süden an den Distrikt Mariano Dámaso Beraún, im Südwesten an den Distrikt Monzón, im Nordwesten an die Distrikte José Crespo y Castillo und Pueblo Nuevo, im Norden an den Distrikt Castillo Grande sowie im Osten an den Distrikt Luyando.